# 地理極

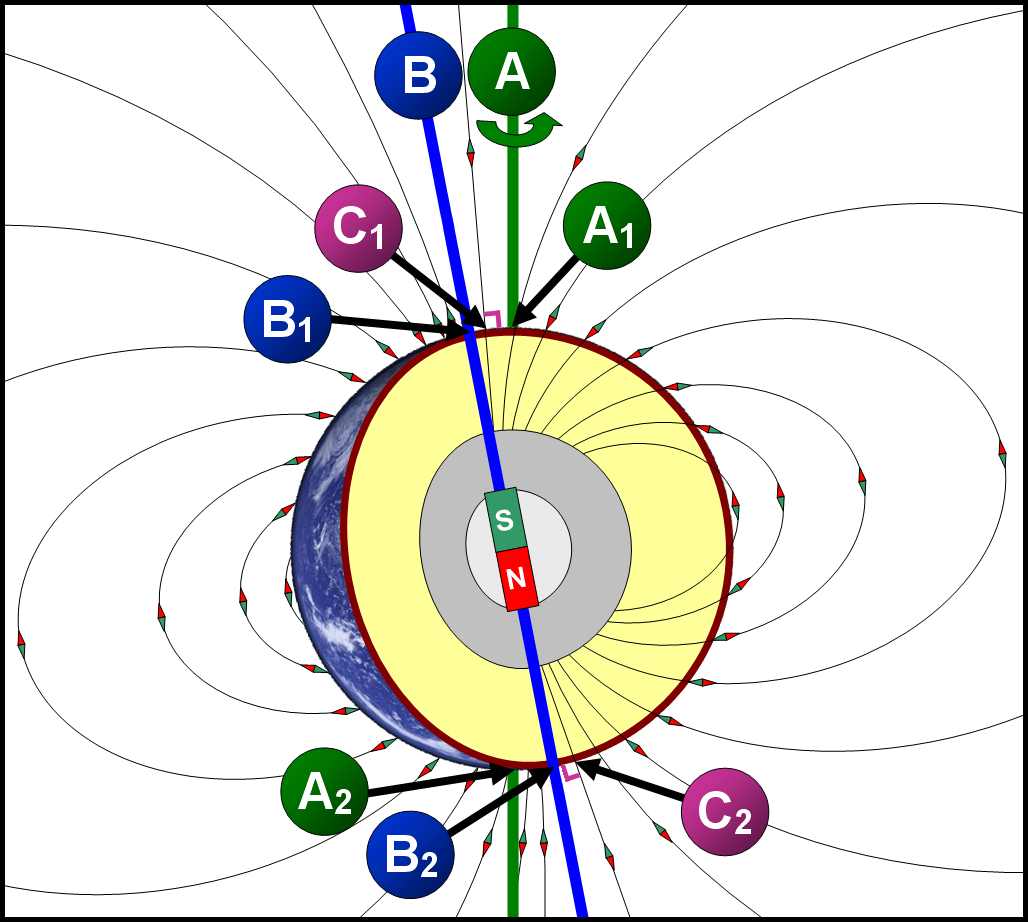
Aは地軸でA1が北極点、A2が南極点。Bは地磁気の軸で、B1が地磁気北極、B2が地磁気南極。C1が北磁極、C2が南磁極。

地理極（ちりきょく、英語: geographical pole）とは、自転する天体（惑星、小惑星、衛星など）における、自転軸（地軸）と地表面との2つの交点、すなわち北極点と南極点の総称である。北極点は天体の赤道から北に90度、南極点は南に90度の角度をなす。
全ての天体は地理極を持っている。地球における地磁気のように、天体が磁場を発生している場合は、地理極とは別に「磁極」（北磁極と南磁極）も持っている。
天体の表面における地理極の位置は、長年の間に少しずつ移動する。これを極運動という。例えば、地球の北極点と南極点は、数年間にわたって数メートル移動する。地球のスケールではごくわずかな移動であるが、地図作成においては正確で不変の座標が必要であるため、地理極の平均位置が固定された「地図上の極」と見なされ、経度の大円が交差する点になる。